# Hasegawa Yoshimichi
Hasegawa Yoshimichi (長谷川 好道 Trường Cốc Xuyên Hảo Đạo), (sinh ngày 1 tháng 10 năm 1850, mất ngày 27 tháng 1 năm 1924), là một trong những nguyên soái của Lục quân Đế quốc Nhật Bản, đồng thời là quan Toàn quyền xứ Triều Tiên từ năm 1916 - 1919. Ông nhận được huân chương Diều Vàng (hạng 1) và Huân chương Hoa cúc.

## Tiểu sử
Hasegawa là con trai của một samurai, cha ông có có một kỹ thuật đấu kiếm hàng bậc thầy ở thái ấp Iwakuni tỉnh Chōshū (ngày nay là tỉnh Yamaguchi). Hasegawa tham gia lực lượng vũ trang vùng Chōshū trong chiến tranh Boshin từ tháng 1 đến tháng 3 năm 1868, lật đổ Mạc phủ Tokugawa.
Năm 1871, Lục quân Đế quốc Nhật Bản thành lập, Hasegawa gia nhập được phong chức Đại úy, sau đó lên chức Thiếu tá. Ông đã chỉ huy một trung đoàn tham gia trấn áp cuộc nổi dậy Satsuma, đến cứu viện thành Kumamoto ngày 14 tháng 4 năm 1877.
Năm 1885, ông đến Pháp với vai trò Tùy viên quân sự, nghiêm cứu chiến lược quân sự, chiến thuật quân sư và tranh thiết bị ở châu Âu. Năm sau, khi ông về Nhật Bản được thăng Thiếu tướng.
Trong Chiến tranh Thanh-Nhật, Hasegawa chỉ huy Lữ đoàn Bộ binh 12, chiến đấu dũng cảm trong trận Bình Nhưỡng vào ngày 15 tháng 9 năm 1894 và tham gia trận Hải Thành từ tháng 12 năm 1894 đến tháng 1 năm 1895. Sau chiến tranh, ông được phong Nam tước, thuộc giai cấp quý tộc Kazoku.
Trong Chiến tranh Nga-Nhật, Hasegawa chuyển tới Quân đoàn 1 dưới quyền tướng Kuroki Tamemoto, chỉ huy Sư đoàn Vệ binh Hoàng gia vào mùa xuân năm 1904, sau đó tham chiến trận sông Áp Lục ngày 10 tháng 4 đến ngày 1 tháng 5 năm 1904. Tháng 6 năm 1904, ông được thăng hàm Đại tướng. Sau chiến tranh, ông được phong lên Tử tước.
Tháng 9 năm 1904, ông chỉ huy lực lượng chiếm đóng tại xứ Triều Tiên.
Năm 1915, Hasegawa được phong hàm danh dự Nguyên soái Lục quân.
Năm 1916, được phong lên thành Bá tước.
Tháng 10 năm 1916, ông giữ chức quan Toàn quyền xứ Triều Tiên.
Năm 1924, ông mất, mộ của ông đặt tại nghĩa trang Aoyama ở Tokyo.

### Sách
- Dupuy, Trevor N. (1992). Encyclopedia of Military Biography. I B Tauris & Co Ltd. ISBN 1-85043-569-3.